# Строків
Стро́ків — село в Україні, в Житомирському районі (до 2021 — Попільнянський) Житомирської області. Населення становить 655 осіб.

## Розташування
Село Строків розташоване по обидві сторони річки Роставиця, приблизно в середині її течії, за 15 км на південний схід від колишнього районного центру Попільня. Віддаль до обласного центру Житомир — 86 км. Через село проходить залізнична колія Сквира-Попільня та автошлях Житомир-Сквира-Ставище (Р-18).

## Історія
1946 року по річці Роставиці проводилися археологічної розвідки, які встановили, що поселення найдавніших людей на території села виникло ще в кам'яну добу. Спочатку поселення Строків було розташоване вище по течії річки на лівому високому березі на високих горбах. Ця місцевість зараз лежить за селом. За переказами там могли зупинятися купці, які приїжджали по Дніпру, Росі, Роставиці у Паволоч. Напади хазар, печенігів, половців у Х—ХІІ ст. заставили жителів перенести своє поселення в більш зручне і безпечне місце, вниз за течією, де під час набігів можна було ховатися в зарості  комишу.
Населення Строкова у складі Паволоцького полку брало участь у визвольній війні українського народу 1648—1654 рр. Після Переяславської Ради Строків лишився у складі Речі Посполитої.
На початку XVIII ст. (1736) селяни Строкова беруть участь у гайдамацькому русі під керівництвом Матвія Гриви та Івана Жили. В 1768 р. в районі Строкова діяли загони Микити Швачки та Андрія Журби.
В роки Голодомору багато жителів села загинули голодною смертю.
Під час Другої світової війни проти німців боролося 360 жителів села, з них 192 відзначено урядовими нагородами, 133 — загинули. При визволенні села загинуло 16 воїнів. На честь загиблих у селі споруджено обеліск Слави.

## Населення

### Мова
Розподіл населення за рідною мовою за даними перепису 2001 року:
| Мова       | Кількість | Відсоток |
| ---------- | --------- | -------- |
| українська | 634       | 96.79%   |
| російська  | 13        | 1.98%    |
| вірменська | 7         | 1.07%    |
| білоруська | 1         | 0.16%    |
| Усього     | 655       | 100%     |

## Відомі люди
- Вовчик Андрій Филимонович — професор, доктор історичних наук.
- Калиновський Валерій Степанович — професор, кандидат юридичних наук.
- Міняйло Віктор Олександрович — письменник, лауреат Шевченківської премії.
- Середа Іван Михайлович — радянський військовик, Герой Радянського Союзу, капітан.
- Зубович Віктор Сигізмундович — професор, кандидат філологічних наук.[3]

## Галерея

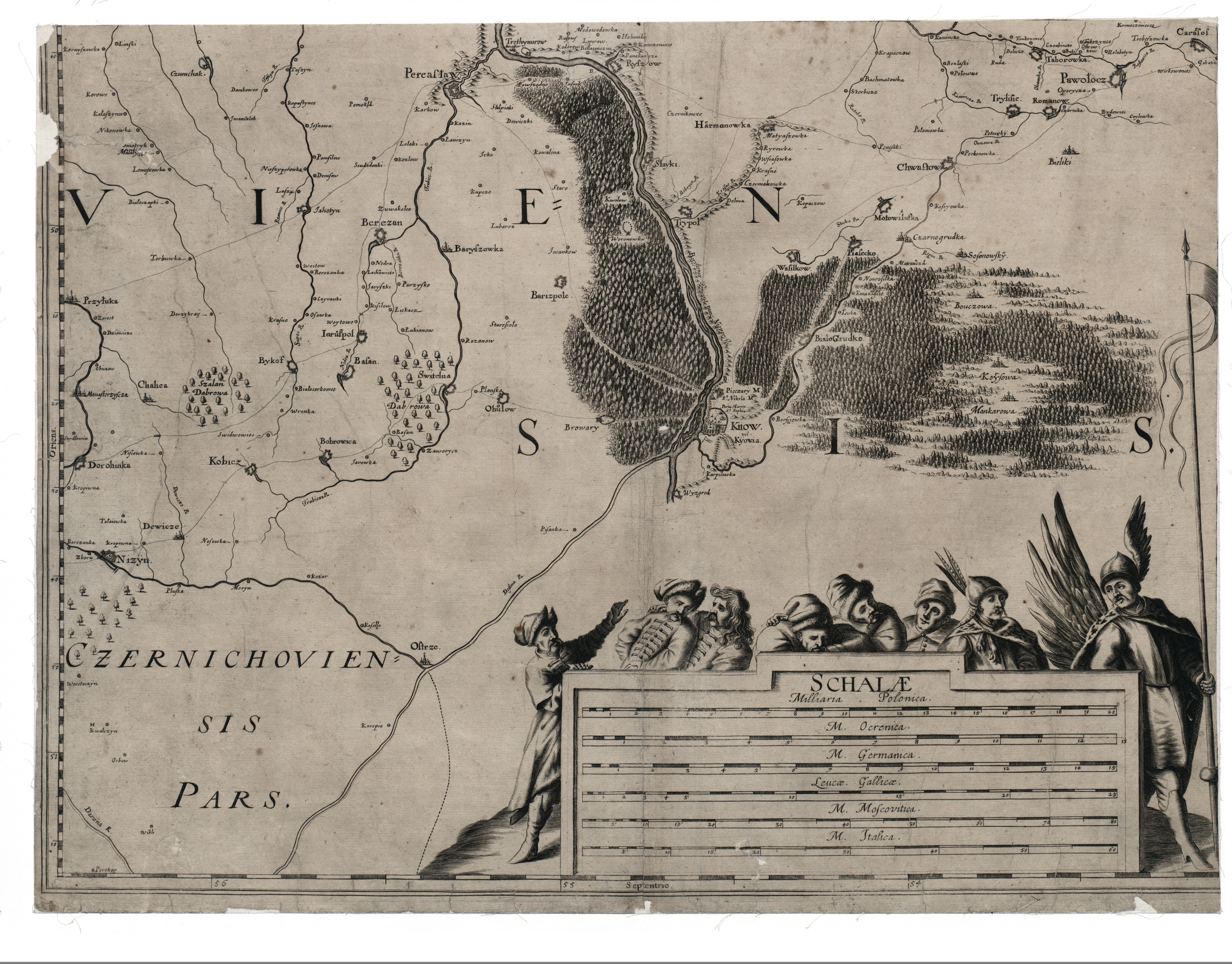
Частина карти Гійома Боплана
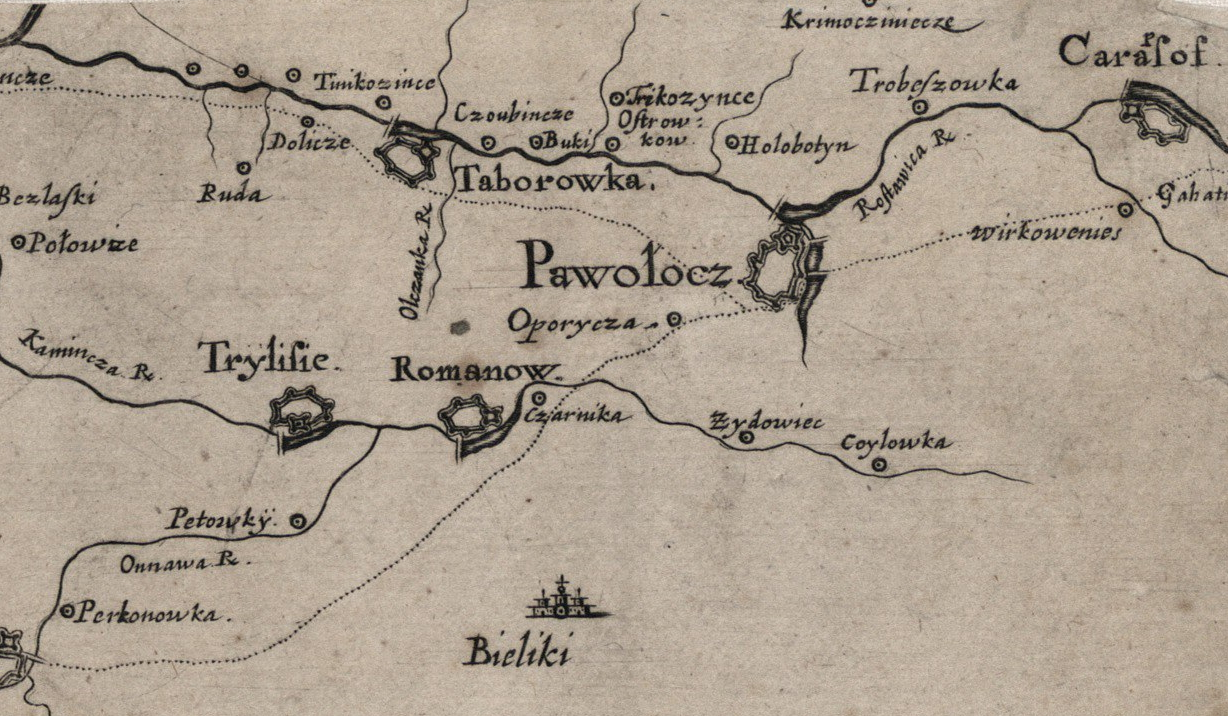
Історична назва села на карті Гійома Боплана
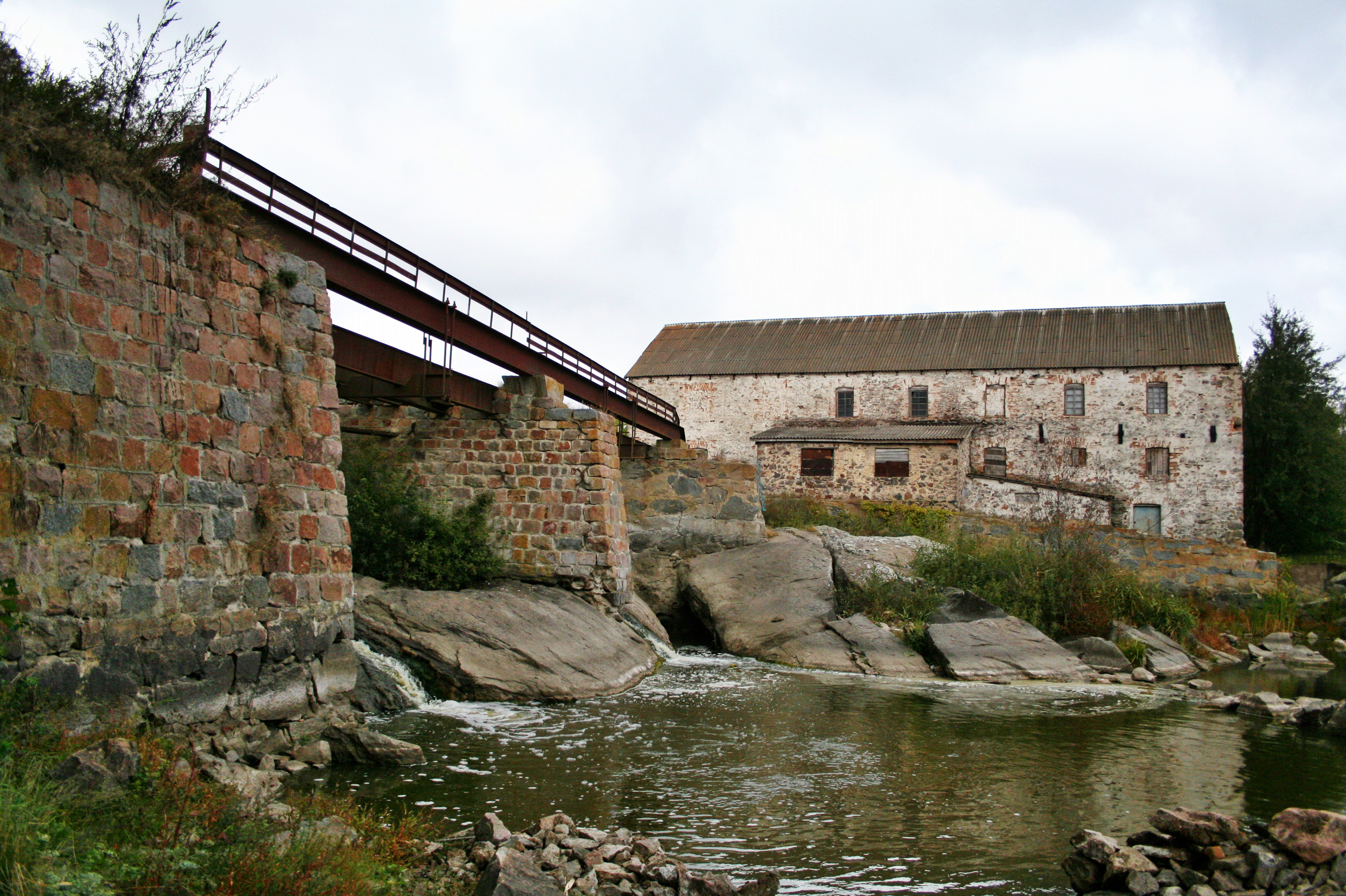
Старий млин в Строкові